# Endschütz
Endschütz est une commune rurale de Thuringe (Allemagne), située dans l'arrondissement de Greiz. Elle fait partie de la 'Communauté d'administration Ländereck (Verwaltungsgemeinschaft Ländereck).

## Géographie

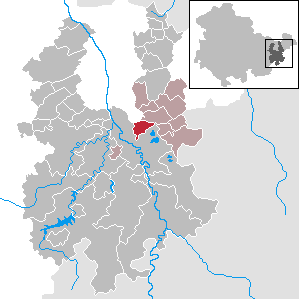
Situation de la commune (en rouge) dans l'arrondissement

Endschütz est située au nord de l'arrondissement, à la limite avec la ville libre de Gera, sur la Fuchsbach, affluent de l'Elster Blanche. La commune appartient à la communauté d'administration Ländereck et se trouve à 12 km au sud de Gera et à 23 km au nord de Greiz, le chef-lieu de l'arrondissement.
La commune est composée des deux villages d'Endschütz et Letzendorf.
Communes limitrophes (en commençant par le nord et dans le sens des aiguilles d'une montre) : Gera, Linda b. Weida, Berga/Elster et Wünschendorf-sur-Elster.

## Histoire
Endshcütz a fait partie du Grand-duché de Saxe-Weimar-Eisenach (cercle de Neustadt) jusqu'en 1918 et la commune a été intégrée au land de Thuringe en 1920 (arrondissement de Gera). Après la seconde Guerre mondiale, elle est intégrée à la zone d'occupation soviétique puis à la République démocratique allemande en 1949 au district de Gera (arrondissement de Gera).

## Démographie
Commune d'Endschütz dans ses dimensions actuelles :
| 1910 | 1933 | 1939 | 1995 | 2000 | 2005 | 2010 |
| ---- | ---- | ---- | ---- | ---- | ---- | ---- |
| 519  | 543  | 512  | 383  | 408  | 392  | 354  |

## Communications
La commune est traversée par la route régionale K117 qui la relie à Gera et à Wünschnedorf.